# José Antonio Reyes
José Antonio Reyes Calderón (Utrera, 1983. szeptember 1. – 2019. június 1.) spanyol válogatott labdarúgó.

## Pályafutása

### Pályafutása elején
Utrera városában született, Sevilla tartományban cigány származású szülök gyermekeként. Tíz éves korában csatlakozott a Sevilla utánpótlás akadémiájához, majd végigjárta a klub összes korosztályos csapatát.
Első profi szerződését 1999-ben írta alá a klubbal, az első csapatban pedig tizenhat éves korában mutatkozott be egy Real Zaragoza elleni bajnokin. Négy idényt töltött a csapatnál, ezalatt 86 bajnoki mérkőzésen 21 gólt ért el, sokoldalú támadójátékával hívta fel magára a figyelmet. A 2000–2001-es idényben másodosztályú bajnok volt a Sevillával.

### Arsenal
A 2003–2004-es idény januári átigazolási időszakában aláírt az angol Arsenal csapatához. A londoni klub 10, 5 millió fontot fizetett érte, ez az összeg később a különböző prémiumokkal 17 millió fontra emelkedett.
2004. február 1-jén debütált új csapatában a Manchester City 2–1-es legyőzésekor, majd két nappal később öngólt vétett a Middlesbrough ellen a Ligakupában. A bajnokok Ligája negyeddöntőjében hiába szerzett gólt a Chelsea ellen, csapata nem jutott tovább, a bajnokságot azonban veretlenül nyerte meg az Arsène Wenger irányította csapat.
A 2004–2005-ös szezont nagyszerűen kezdte, az első hat forduló mindegyikében gólt szerzett, 2004 augusztusában a hónap játékosának választották. Összességében 30 bajnoki mérkőzésen kilenc gólt szerzett az idényben.
2005. május 21-én kiállították az FA-kupa döntőjében, de az Arsenal tizenegyesekkel nélküle is megnyerte a trófeát a Manchester United ellenében.
A 2005-ös év elejétől egyre több pletyka szólt arról, hogy Reyesnek honvágya van és hazatérne Spanyolországba, egy alkalommal úgy nyilatkozott, hogy a londoni élettől nem azt kapta amire előzetesen számított. A 2005–2006-os Bajnokok Ligája szezonban nagyban hozzájárult teljesítményévek ahhoz, hogy az Arsenal bejusson a sorozat döntőjébe, azonban Arsène Wenger ezt követően egyre kevesebb lehetőséget adott a számára és végül a távozás mellett döntött.

### Real Madrid
2006 nyarán kölcsönbe a Real Madridhoz került. 2006. szeptember 17-én, a Real Sociedad elleni bajnoki mérkőzésen szerezte első gólját a klubban, szabadrúgásból.  30 bajnoki találkozón hatszor volt eredményes a bajnoki címet szerző spanyol csapatban. Az utolsó fordulóban csereként beállva lőtt gólt, ezzel segítve hozzá csapatát a 30. bajnoki győzelméhez.
2007. július 8-án Bernd Schuster lett a Real Madrid vezetőedzője, és bár a német szakember szorgalmazta Reyes leigazolását, a spanyol középpályás végül távozott.

### A válogatottban
A spanyol válogatottban 2003. szeptember 6-án mutatkozott be csereként beállva egy Portugália elleni barátságos mérkőzésen. Tagja volt a spanyolok 2006-os világbajnokságon szereplő csapatának. A Szaúd-Arábia elleni csoportmérkőzésen kapott játéklehetőséget a tornán. Összesen 21 mérkőzésen négyszer volt eredményes a nemzeti csapatban.
Szerepelt az andalúz válogatottban is.

## Halála
2019. június 1-jén autóbaleset következtében hunyt el a spanyolországi Utrerában.

## Statisztika

### Klubcsapatokban
| Klub               | Szezon         | Bajnokság          | Bajnokság     | Bajnokság | Országos kupa | Országos kupa | Ligakupa      | Ligakupa | Nemzetközi kupa | Nemzetközi kupa | Egyéb         | Egyéb | Összesen      | Összesen |
| Klub               | Szezon         | Bajnokság          | Pályára lépés | Gól       | Pályára lépés | Gól           | Pályára lépés | Gól      | Pályára lépés   | Gól             | Pályára lépés | Gól   | Pályára lépés | Gól      |
| ------------------ | -------------- | ------------------ | ------------- | --------- | ------------- | ------------- | ------------- | -------- | --------------- | --------------- | ------------- | ----- | ------------- | -------- |
| Sevilla Atlético   | 1999–2000      | Segunda División B | 32            | 1         | —             | —             | —             | —        | —               | —               | —             | —     | 32            | 1        |
| Sevilla            | 1999–2000      | La Liga            | 1             | 0         | 0             | 0             | —             | —        | —               | —               | —             | —     | 1             | 0        |
| Sevilla            | 2000–01        | Segunda División   | 1             | 0         | 1             | 0             | —             | —        | —               | —               | —             | —     | 2             | 0        |
| Sevilla            | 2001–02        | La Liga            | 29            | 8         | 1             | 0             | —             | —        | —               | —               | —             | —     | 30            | 8        |
| Sevilla            | 2002–03        | La Liga            | 34            | 9         | 4             | 2             | —             | —        | —               | —               | —             | —     | 38            | 11       |
| Sevilla            | 2003–04        | La Liga            | 21            | 5         | 4             | 1             | —             | —        | —               | —               | —             | —     | 25            | 6        |
| Sevilla            | Összesen       | Összesen           | 86            | 22        | 10            | 3             | —             | —        | —               | —               | —             | —     | 96            | 25       |
| Arsenal            | 2003–04        | Premier League     | 13            | 2         | 4             | 2             | 0             | 0        | 4               | 1               | —             | —     | 21            | 5        |
| Arsenal            | 2004–05        | Premier League     | 30            | 9         | 6             | 1             | 0             | 0        | 8               | 1               | 1             | 1     | 45            | 12       |
| Arsenal            | 2005–06        | Premier League     | 26            | 5         | 5             | 1             | 0             | 0        | 12              | 0               | 44            | 6     |               |          |
| Arsenal            | Összesen       | Összesen           | 69            | 16        | 15            | 4             | 0             | 0        | 24              | 2               | 2             | 1     | 110           | 23       |
| Real Madrid        | 2006–07        | La Liga            | 30            | 6         | 4             | 0             | —             | —        | 4               | 1               | —             | —     | 38            | 7        |
| Atlético de Madrid | 2007–08        | La Liga            | 26            | 0         | 5             | 0             | —             | —        | 6               | 0               | —             | —     | 37            | 0        |
| Atlético de Madrid | 2009–10        | La Liga            | 30            | 2         | 9             | 1             | —             | —        | 14              | 1               | —             | —     | 53            | 4        |
| Atlético de Madrid | 2010–11        | La Liga            | 34            | 6         | 5             | 0             | —             | —        | 4               | 0               | 1             | 1     | 44            | 7        |
| Atlético de Madrid | 2011–12        | La Liga            | 13            | 0         | 0             | 0             | —             | —        | 7               | 3               | —             | —     | 20            | 3        |
| Atlético de Madrid | Összesen       | Összesen           | 104           | 8         | 19            | 1             | —             | —        | 31              | 4               | 1             | 1     | 155           | 14       |
| Benfica            | 2008–09        | Primeira Liga      | 24            | 4         | 2             | 0             | 4             | 1        | 5               | 1               | —             | —     | 35            | 6        |
| Sevilla            | 2011–12        | La Liga            | 19            | 1         | 1             | 0             | —             | —        | —               | —               | —             | —     | 20            | 1        |
| Sevilla            | 2012–13        | La Liga            | 26            | 4         | 6             | 0             | —             | —        | —               | —               | —             | —     | 32            | 4        |
| Sevilla            | 2013–14        | La Liga            | 21            | 0         | 1             | 0             | —             | —        | 12              | 2               | —             | —     | 34            | 2        |
| Sevilla            | 2014–15        | La Liga            | 19            | 3         | 4             | 1             | —             | —        | 13              | 1               | 1             | 0     | 37            | 5        |
| Sevilla            | 2015–16        | La Liga            | 24            | 1         | 5             | 2             | —             | —        | 4               | 0               | 1             | 0     | 34            | 3        |
| Sevilla            | Összesen       | Összesen           | 109           | 9         | 17            | 3             | —             | —        | 29              | 3               | 2             | 0     | 157           | 15       |
| Espanyol           | 2016–17        | La Liga            | 21            | 3         | 2             | 1             | —             | —        | —               | —               | —             | —     | 23            | 4        |
| Karrier összes     | Karrier összes | Karrier összes     | 475           | 69        | 69            | 11            | 4             | 1        | 93              | 11              | 5             | 2     | 646           | 95       |

### A válogatottban
| Spanyolország | Spanyolország | Spanyolország |
| Év            | Pályára lépés | Gól           |
| ------------- | ------------- | ------------- |
| 2003          | 4             | 2             |
| 2004          | 6             | 0             |
| 2005          | 5             | 0             |
| 2006          | 6             | 2             |
| Összesen      | 21            | 4             |

### Góljai a válogatottban
Az eredmények Spanyolország szempontjából értendőek
| #  | Dátum             | Helyszín                                       | Ellenfél         | Eredmény a gólt követően | Végeredmény | Versenysorozat                   |
| -- | ----------------- | ---------------------------------------------- | ---------------- | ------------------------ | ----------- | -------------------------------- |
| 1. | 2003. október 11. | Republikánus Stadion, Jereván, Örményország    | Örményország     | 3–0                      | 4–0         | 2004-es Európa-bajnoki selejtező |
| 2. | 2003. október 11. | Republikánus Stadion, Jereván, Örményország    | Örményország     | 4–0                      | 4–0         | 2004-es Európa-bajnoki selejtező |
| 3. | 2006. március 1.  | Nuevo José Zorrilla, Valladolid, Spanyolország | Elefántcsontpart | 2–1                      | 3–2         | Barátságos mérkőzés              |
| 4. | 2006. június 3.   | Manuel Martínez Valero, Elche, Spanyolország   | Egyiptom         | 2–0                      | 2–0         | Barátságos mérkőzés              |

## Sikerei, díjai
Arsenal
- Premier League: 2003-04
- FA kupa: 2004-05
- Community Shield: 2004

Atlético de Madrid
- Európa-liga: 2009-10
- UEFA-szuperkupa: 2010
- Intertotó-kupa: 2007

Benfica
- Portugál bajnok: 2008-09

Real Madrid
- La Liga: 2006-07

Sevilla FC
- Európa-liga: 2013-14, 2014-15, 2015-16
- Segunda Division: 2000-01